# 서울특별시 지하철공사 4000호대 초퍼제어 전동차
서울특별시 지하철공사 4000호대 초퍼제어 전동차는 1984년부터 1995년까지 운행한 전동차이다. 1995년에 서울 지하철 4호선이 과천선과 직결되면서, 이로 인한 직교류 차량 도입 및, 타 노선의 차량 증차 목적을 위해 서울 지하철 2호선과 수도권 전철 3호선으로 전량 이적되었다.

## 개요
1985년 서울 지하철 4호선 개통 때에 함께 투입됐다. 그러다가 1994년 4월 1일에 과천선이 개통하게 되는데 과천선 구간은 교류 25000V이지만 이 열차는 직류 1500V만 공급하게 되어서 1993~1995년까지 직류 (1500V)와 교류 (25000V)에 모두 공급된 VVVF열차를 제작했고 1995년에 수도권 전철 3호선, 수도권 전철 2호선으로 이적되고 서울교통공사 3000호대 초퍼제어 전동차로 변경되다가 2009년에 서울교통공사 3000호대 VVVF 전동차의 1차분 열차로 교체됐다. 서울 지하철 2호선으로 이적한 차량은 2017~2020년까지 폐차됐다.

## 과거 편성
편성은 팬터그래프와 주변압기, 제어기기, 전동기가 탑재된 M'차, 제어기기와 전동기만이 탑재된 M차, 그리고 보조전원장치와 공기압축기, 축전지, 제어실 등을 갖춘 Tc차와 제어실이 없는 T1, 그리고 아무 기기도 탑재되지 않는 T차로 구성됐다.

### 10량 편성
|          |                 | ◇◇              |                 | ◇◇              |                 |                 |                 | ◇◇              |          |  |
| 40XX     | 42XX            | 45XX            | 43XX            | 46XX            | 47XX            | 47XX            | 42XX            | 45XX            | 40XX     |  |
| Tc       | M               | M'              | M               | M'              | T               | T1              | M               | M'              | Tc       |  |
| ← 남태령 | ※XX는 편성 번호 | ※XX는 편성 번호 | ※XX는 편성 번호 | ※XX는 편성 번호 | ※XX는 편성 번호 | ※XX는 편성 번호 | ※XX는 편성 번호 | ※XX는 편성 번호 | 당고개 → |  |

| 객차번호 | 설치된 전장품              |
| -------- | -------------------------- |
| 40XX     | Tc(무동력객차)             |
| 42XX     | M(MG, 공기압축기, 축전지)  |
| 45XX     | M'(팬터그래프, 제어장치)   |
| 43XX     | M(SIV, 공기압축기, 축전지) |
| 46XX     | M'(팬터그래프, 제어장치)   |
| 47XX     | T1(무동력객차)             |
| 47XX     | T(무동력객차)              |
| 42XX     | M(MG, 공기압축기, 축전지)  |
| 45XX     | M'(팬터그래프, 제어장치)   |
| 40XX     | Tc(무동력객차)             |

### 6량 편성
|      | ◇◇   |      | ◇◇   |      |      |
| 40XX | 42XX | 45XX | 42XX | 45XX | 40XX |
| Tc   | M    | M'   | M    | M'   | TC   |

| 객차번호 | 설치된 전장품                                                    |
| -------- | ---------------------------------------------------------------- |
| 40XX     | Tc(무동력객차)                                                   |
| 42XX     | M(주제어기, 공기압축기, 축전지, 견인전동기(TM))                  |
| 45XX     | M'(팬터그래프, 주변압기, 주정류기, 보조전원장치, 견인전동기(TM)) |
| 42YY     | M(주제어기, 공기압축기, 축전지, 견인전동기(TM))                  |
| 45YY     | M'(팬터그래프, 주변압기, 주정류기, 보조전원장치, 견인전동기(TM)) |
| 40YY     | Tc(무동력객차)                                                   |

## 도입 역사

### 1차 도입분 (1984년~1985년)
- 401~427편성 (총 6량 27편성) - 1985년 도입

1985년 서울 지하철 4호선 개통과 함께 도입되었다. 1984년 6량 14개 편성, 1985년 6량 13개 편성이 반입되었다.
3호선 차량의 경우, 2호선 GEC쵸퍼 차량이 당시 3000번대로 도입되어서, 첫째로 301편성이 331~332의 차호 구성으로 도입되었다. 반면 4호선은 차호 중복 문제가 없었으므로 반입 당시 401~402의 구성으로 반입되었다.

### 2차 도입분 (1989년)
- 428~434편성(변경 후 285~291편성) (총 6량 7편성) - 1989년 도입

1989년 서울 지하철 4호선 증차와 함께 6량 7개 편성이 도입되었다.

### 3차 도입분 (1990년~1991년)
- 435~441편성(변경 후 292, 334~335, 345~348편성) (총 7편성(435편성: 6량 1편성 + 436~440편성: 10량 5편성 + 441편성: 8량 1편성)) - 1990년 도입
- 441편성(변경 후 348편성) (10량 증결분, 2량 1편성) - 1991년 도입

1990년 추가 증차와 함께 6량 1개 편성, 10량 5개 편성, 8량 1개 편성 등이 추가 도입되었다. 이후 10량화와 함께 부수차 2량을 추가 도입하여 10량으로 증결하였다.

### 4차 도입분 (1990년10월~1992년4월)
- 401~435편성(변경 후 301~315, 319, 321, 324~326, 330~331, 337, 341~344, 285~292편성) (10량 증결분, 4량 35편성) - 1990년~1992년 도입

1990년 10월부터 1992년 4월까지 서울 지하철 4호선 전 편성 10량화와 함께 부수차 140량을 추가 도입하여 10량으로 증결하였다. 이후 4호선은 10량 41개 편성이 재적되었다.
이후 1992년 5월부터 6월까지 6개 편성 10량화와 함께 부수차 24량을 추가 도입하여 10량으로 증결하였다.

### 3~4호선 차량의 2~3호선 이적 (1993년~1995년)
1994년 4월 1일 수도권 전철 4호선의 운행 계통이 성립되면서 서울교통공사 4000호대 VVVF 전동차, 한국철도공사 341000호대 전동차가 도입되면서 기존 4호선에서 운행한 GEC초퍼 전동차가 2~3호선으로 이적되었다.
1993년 4호선에 VVVF 451~468편성 도입과 함께 4호선 416~427편성이 3호선으로 이적하였다. 416~423편성의 경우, 동력차는 316~333, 336~340편성으로 편입되고 Tc차 16량은 316~318, 320, 322, 327, 332~333편성의 무동력차로 개조되어 편성이 소멸되었고, 424~427편성은 341~344편성으로 차호가 변경되었다. 이후 1994년 VVVF 410~426, 464~471편성 도입과 함께 401~415편성이 3호선으로 이적되어 301~315편성으로 차호가 변경되었다.
1993년부터 1994년까지 3호선 339~347편성과 4호선 428~435편성이 2호선으로 이적되면서 초기엔 도색 변경 없이 그대로 운행 하다가 노선 혼동을 막기 위하여 추후에 노선 색상에 걸맞게 도색을 초록색으로 변경과 동시에 276~292편성으로 차호가 변경되었고, 1995년 4호선 436~441편성은 3호선으로 이적되면서 현 334~335, 345~348편성으로 차호가 변경되었다. 이와 함께 차적정리가 끝나면서 1993년부터 1995년까지 3호선 9개 편성, 4호선 41개 편성 등의 이적은 마무리되었다.
한편 서울 지하철 3호선 수서역 연장 개통 초기엔 451, 456~463편성이 3호선에서 운행하였으나, 4호선 전동차 효율적 관리와 VVVF 차량 추가 도입과 함께 3호선에서 운행한 서울교통공사 4000호대 VVVF 전동차들을 4호선으로 이적하고, 대신 4호선에 남은 GEC쵸퍼 전동차들을 3호선으로 이적하여 수서역 연장 개통 증차분으로 사용되었다.

## 현황

### 1차분
| 차호        | 도입 시기 | 운행 중단 시기 | 비고 |
| ----------- | --------- | -------------- | --- |
| 구 401 편성 | 1984년    | 1994년         | 전량 서울교통공사 3000호대 초퍼제어 전동차의 301 편성으로 개번 후, 3호선으로 이적되었다.                                                                                     |
| 구 402 편성 | 1984년    | 1994년         | 전량 서울교통공사 3000호대 초퍼제어 전동차의 302 편성으로 개번 후, 3호선으로 이적되었다.                                                                                     |
| 구 403 편성 | 1984년    | 1994년         | 전량 서울교통공사 3000호대 초퍼제어 전동차의 303 편성으로 개번 후, 3호선으로 이적되었다.                                                                                     |
| 구 404 편성 | 1984년    | 1994년         | 전량 서울교통공사 3000호대 초퍼제어 전동차의 304 편성으로 개번 후, 3호선으로 이적되었다.                                                                                     |
| 구 405 편성 | 1984년    | 1994년         | 전량 서울교통공사 3000호대 초퍼제어 전동차의 305 편성으로 개번 후, 3호선으로 이적되었다.                                                                                     |
| 구 406 편성 | 1984년    | 1994년         | 전량 서울교통공사 3000호대 초퍼제어 전동차의 306 편성으로 개번 후, 3호선으로 이적되었다.                                                                                     |
| 구 407 편성 | 1984년    | 1994년         | 전량 서울교통공사 3000호대 초퍼제어 전동차의 307 편성으로 개번 후, 3호선으로 이적되었다.                                                                                     |
| 구 408 편성 | 1984년    | 1994년         | 전량 서울교통공사 3000호대 초퍼제어 전동차의 308 편성으로 개번 후, 3호선으로 이적되었다.                                                                                     |
| 구 409 편성 | 1984년    | 1994년         | 전량 서울교통공사 3000호대 초퍼제어 전동차의 309 편성으로 개번 후, 3호선으로 이적되었다.                                                                                     |
| 구 410 편성 | 1984년    | 1994년         | 전량 서울교통공사 3000호대 초퍼제어 전동차의 310 편성으로 개번 후, 3호선으로 이적되었다.                                                                                     |
| 구 411 편성 | 1984년    | 1994년         | 전량 서울교통공사 3000호대 초퍼제어 전동차의 311 편성으로 개번 후, 3호선으로 이적되었다.                                                                                     |
| 구 412 편성 | 1984년    | 1994년         | 전량 서울교통공사 3000호대 초퍼제어 전동차의 312 편성으로 개번 후, 3호선으로 이적되었다.                                                                                     |
| 구 413 편성 | 1984년    | 1994년         | 전량 서울교통공사 3000호대 초퍼제어 전동차의 313 편성으로 개번 후, 3호선으로 이적되었다.                                                                                     |
| 구 414 편성 | 1984년    | 1994년         | 전량 서울교통공사 3000호대 초퍼제어 전동차의 314 편성으로 개번 후, 3호선으로 이적되었다.                                                                                     |
| 구 415 편성 | 1984년    | 1994년         | 전량 서울교통공사 3000호대 초퍼제어 전동차의 315 편성으로 개번 후, 3호선으로 이적되었다.                                                                                     |
| 구 416 편성 | 1985년    | 1993년         | 차량 개조 및 서울교통공사 3000호대 초퍼제어 전동차의 318 편성, 319 편성, 328 편성, 329 편성 중간차로 편입 후, 3호선으로 이적되었다.                                          |
| 구 417 편성 | 1985년    | 1993년         | 차량 개조 및 서울교통공사 3000호대 초퍼제어 전동차의 320 편성, 327 편성, 330 편성 중간차로 편입 후, 3호선으로 이적되었다.                                                    |
| 구 418 편성 | 1985년    | 1993년         | 차량 개조 및 서울교통공사 3000호대 초퍼제어 전동차의 317 편성, 322 편성, 331 편성 중간차로 편입 후, 3호선으로 이적되었다.                                                    |
| 구 419 편성 | 1985년    | 1993년         | 차량 개조 및 서울교통공사 3000호대 초퍼제어 전동차의 316 편성, 318 편성, 337 편성 중간차로 편입 후, 3호선으로 이적되었다.                                                    |
| 구 420 편성 | 1985년    | 1993년         | 차량 개조 및 서울교통공사 3000호대 초퍼제어 전동차의 320 편성, 321 편성, 336 편성, 339 편성 중간차로 편입 후, 3호선으로 이적되었다.                                          |
| 구 421 편성 | 1985년    | 1993년         | 차량 개조 및 서울교통공사 3000호대 초퍼제어 전동차의 322 편성, 324 편성, 338 편성, 340 편성 중간차로 편입 후, 3호선으로 이적되었다.                                          |
| 구 422 편성 | 1985년    | 1993년         | 차량 개조 및 서울교통공사 3000호대 초퍼제어 전동차의 323 편성, 325 편성, 332 편성 중간차로 편입 후, 3호선으로 이적되었다.                                                    |
| 구 423 편성 | 1985년    | 1993년         | 차량 개조 및 서울교통공사 2000호대 초퍼제어 전동차의 277 편성과 서울교통공사 3000호대 초퍼제어 전동차의 326 편성, 333 편성의 중간차로 편입 후, 2호선과 3호선으로 이적되었다. |
| 구 424 편성 | 1985년    | 1993년         | 전량 서울교통공사 3000호대 초퍼제어 전동차의 341 편성으로 개번 후, 3호선으로 이적되었다.                                                                                     |
| 구 425 편성 | 1985년    | 1993년         | 전량 서울교통공사 3000호대 초퍼제어 전동차의 342 편성으로 개번 후, 3호선으로 이적되었다.                                                                                     |
| 구 426 편성 | 1985년    | 1993년         | 전량 서울교통공사 3000호대 초퍼제어 전동차의 343 편성으로 개번 후, 3호선으로 이적되었다.                                                                                     |
| 구 427 편성 | 1985년    | 1993년         | 전량 서울교통공사 3000호대 초퍼제어 전동차의 344 편성으로 개번 후, 3호선으로 이적되었다.                                                                                     |

### 2차분
| 차호        | 도입 시기 | 운행 중단 시기 | 비고                                                                                     |
| ----------- | --------- | -------------- | ---------------------------------------------------------------------------------------- |
| 구 428 편성 | 1989년    | 1994년         | 전량 서울교통공사 2000호대 초퍼제어 전동차의 285 편성으로 개번 후, 2호선으로 이적되었다. |
| 구 429 편성 | 1989년    | 1994년         | 전량 서울교통공사 2000호대 초퍼제어 전동차의 286 편성으로 개번 후, 2호선으로 이적되었다. |
| 구 430 편성 | 1989년    | 1994년         | 전량 서울교통공사 2000호대 초퍼제어 전동차의 287 편성으로 개번 후, 2호선으로 이적되었다. |
| 구 431 편성 | 1989년    | 1994년         | 전량 서울교통공사 2000호대 초퍼제어 전동차의 288 편성으로 개번 후, 2호선으로 이적되었다. |
| 구 432 편성 | 1989년    | 1994년         | 전량 서울교통공사 2000호대 초퍼제어 전동차의 289 편성으로 개번 후, 2호선으로 이적되었다. |
| 구 433 편성 | 1989년    | 1994년         | 전량 서울교통공사 2000호대 초퍼제어 전동차의 290 편성으로 개번 후, 2호선으로 이적되었다. |
| 구 434 편성 | 1989년    | 1994년         | 전량 서울교통공사 2000호대 초퍼제어 전동차의 291 편성으로 개번 후, 2호선으로 이적되었다. |
| 구 435 편성 | 1990년    | 1994년         | 전량 서울교통공사 2000호대 초퍼제어 전동차의 292 편성으로 개번 후, 2호선으로 이적되었다. |
| 구 436 편성 | 1990년    | 1995년         | 전량 서울교통공사 3000호대 초퍼제어 전동차의 345 편성으로 개번 후, 3호선으로 이적되었다. |
| 구 437 편성 | 1990년    | 1995년         | 전량 서울교통공사 3000호대 초퍼제어 전동차의 346 편성으로 개번 후, 3호선으로 이적되었다. |
| 구 438 편성 | 1990년    | 1995년         | 전량 서울교통공사 3000호대 초퍼제어 전동차의 347 편성으로 개번 후, 3호선으로 이적되었다. |
| 구 439 편성 | 1990년    | 1995년         | 전량 서울교통공사 3000호대 초퍼제어 전동차의 334 편성으로 개번 후, 3호선으로 이적되었다. |
| 구 440 편성 | 1990년    | 1995년         | 전량 서울교통공사 3000호대 초퍼제어 전동차의 335 편성으로 개번 후, 3호선으로 이적되었다. |
| 구 441 편성 | 1990년    | 1995년         | 전량 서울교통공사 3000호대 초퍼제어 전동차의 348 편성으로 개번 후, 3호선으로 이적되었다. |

## 특이 사항

### 선두부, 차체
중앙부에 경사로식 비상문이 설치된 형태의 선두형상에 차체 중심을 낮춘 하부 광폭형의 차체를 최초로 도입하여 주행안정성을 확보하고 있는 것이 특징이다. 광폭형이므로 출입문이 약간 기울어졌다.

## 같이 보기
- 서울교통공사
- ● 수도권 전철 4호선
- 서울 지하철 4호선
- 서울교통공사 2000호대 초퍼제어 전동차
- 서울교통공사 3000호대 초퍼제어 전동차
- 서울교통공사 4000호대 VVVF 전동차